# 아랍에미리트 요리

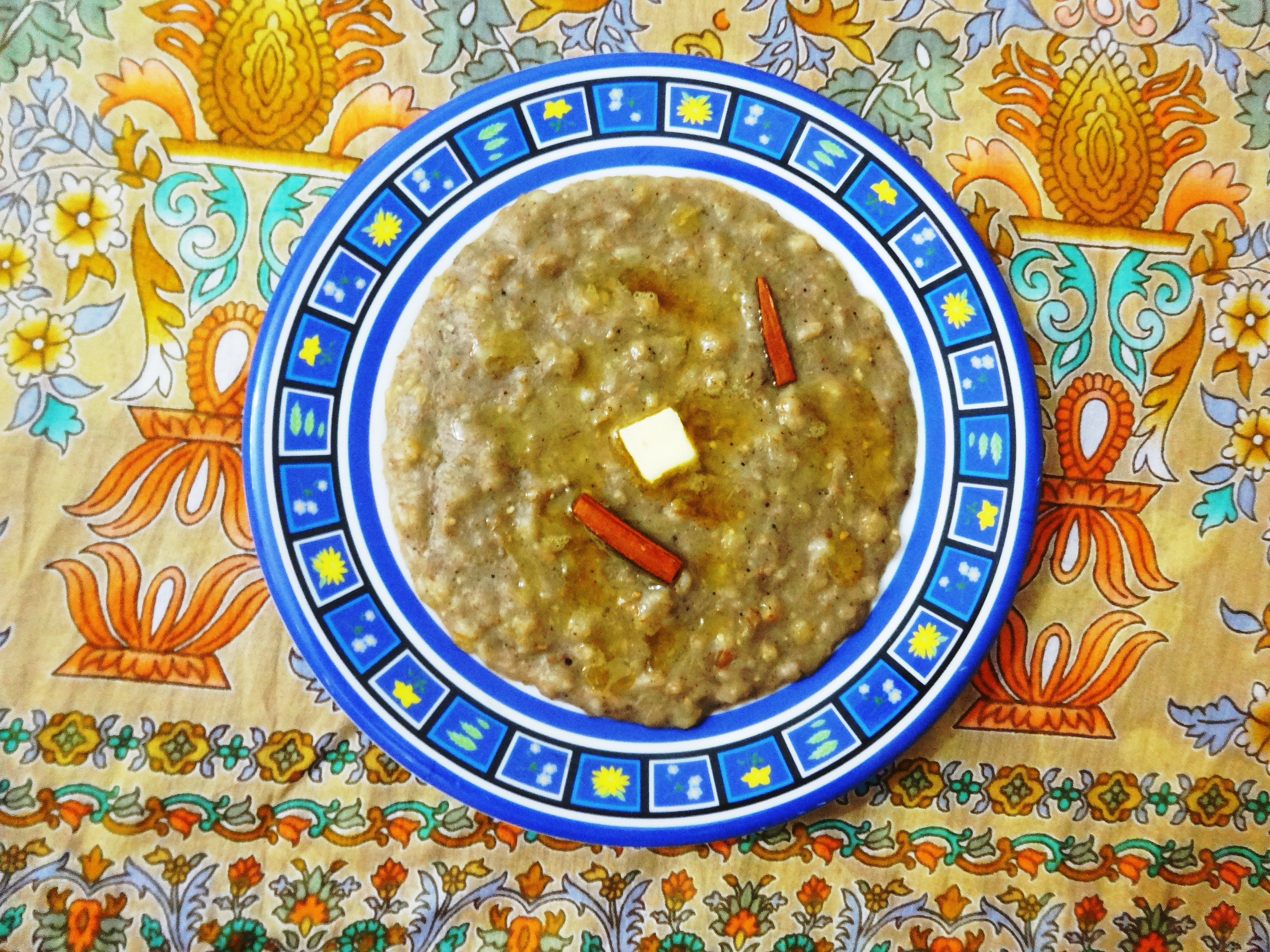
하리스

아랍에메리트 요리(Arab Emirate 料理, 아랍어: مطبخ إماراتي 마트바크 이마라티이[*])는 서남아시아에 있는 아랍에미리트의 요리이다.

## 음식

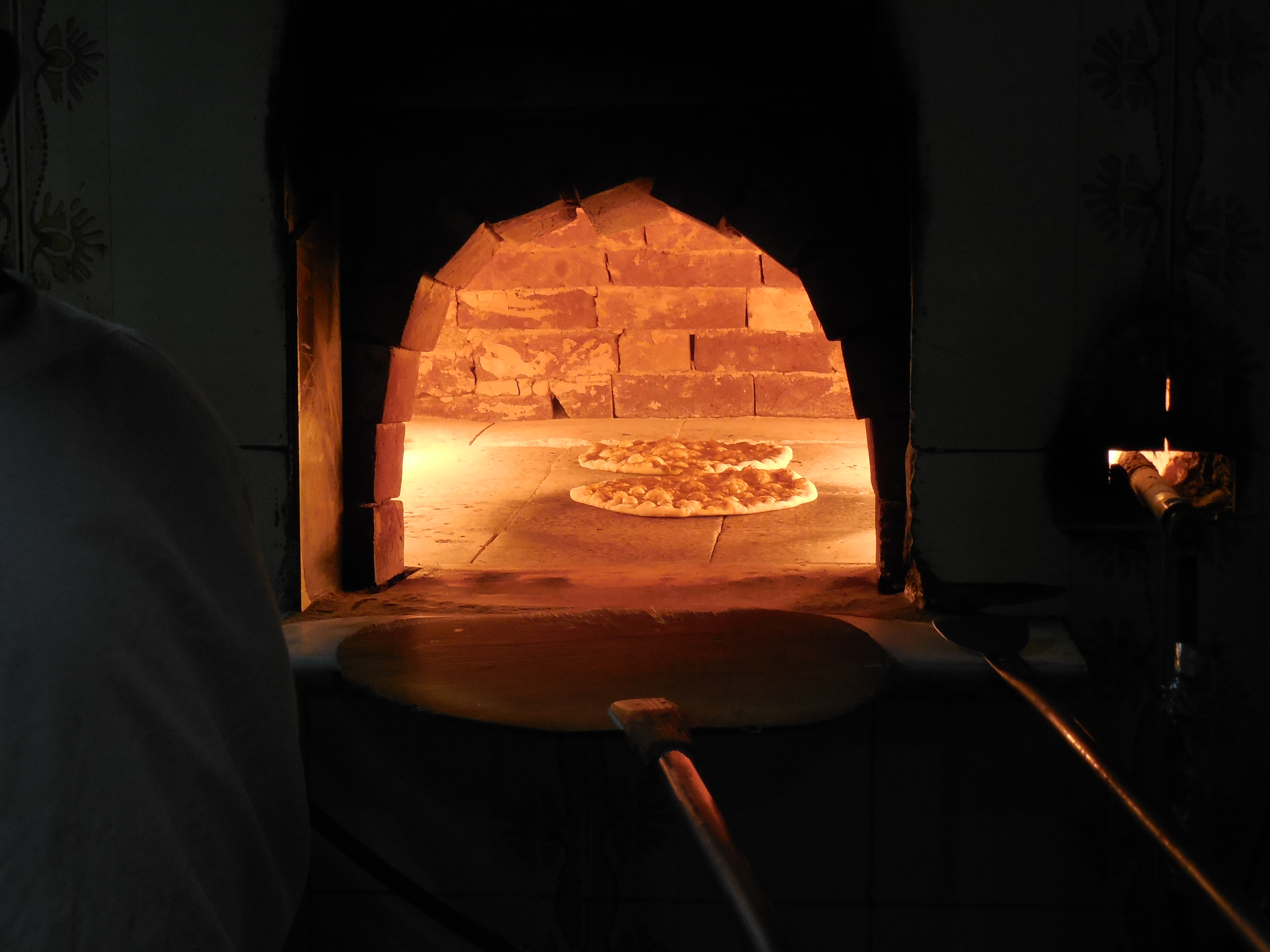
쿠브즈

고기, 생선, 쌀은 아랍에미리트 음식의 주요 식품이다. 양고기는 염소고기, 쇠고기 및 낙타고기보다 더 선호하는 고기이다. 일반적으로 대추야자는 식사와 함께 소비된다.
인기 음료는 커피와 차이며 카디멈, 사프란 또는 박하로 보충하여 독특한 맛을 낼수있다.
아랍에미리트 음식은 다음과 같다:
- 아시다
- 하리스
- 캅사
- 마끌루바
- 꾸지
- 타리드

## 음료

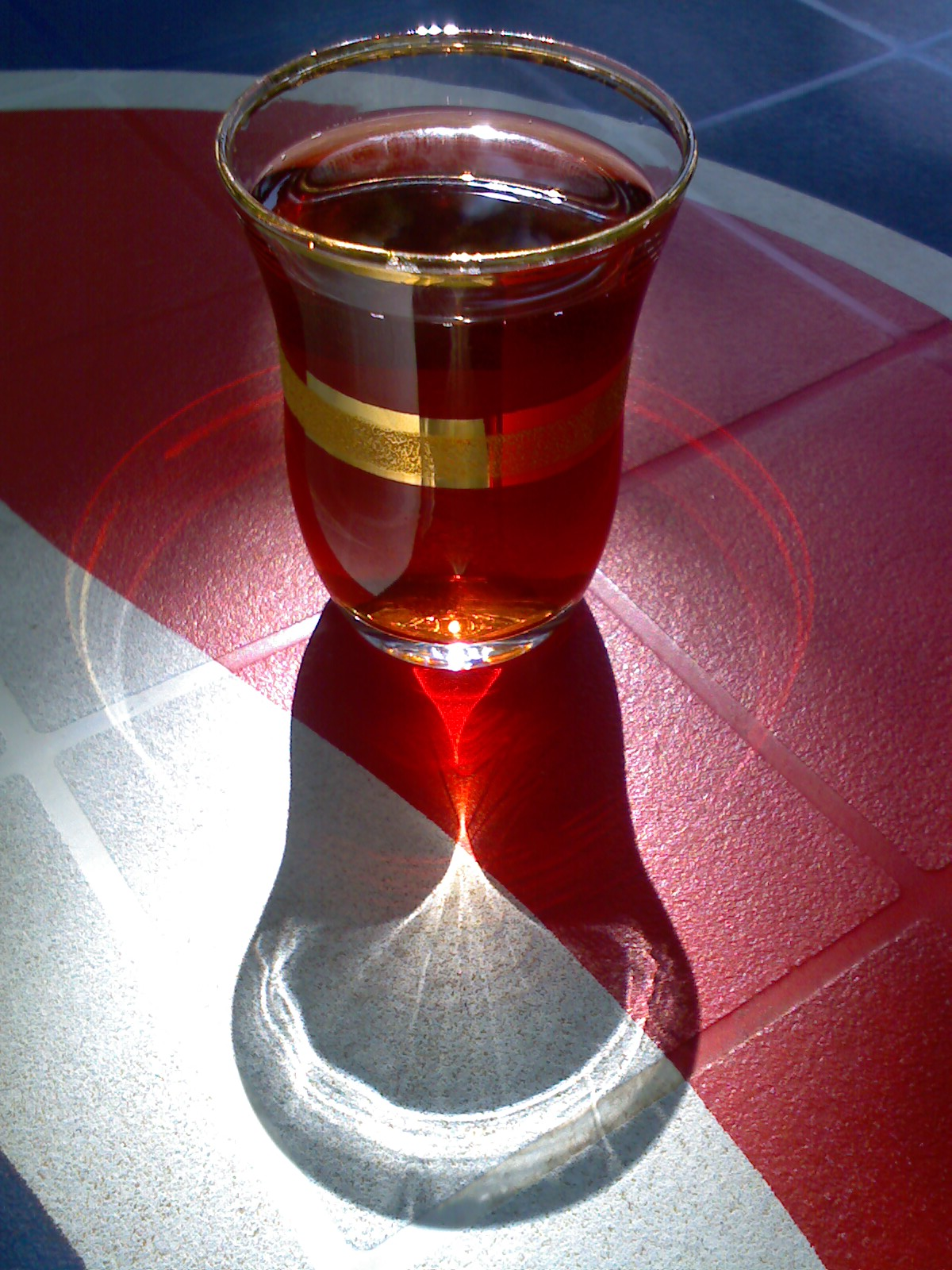

- 낙타젖
- 청량 음료
- 차
- 물
- 주스
- 라반
- 아랍 커피

## 같이 보기
- 아랍 요리
- 중동 요리